# Susan Graham

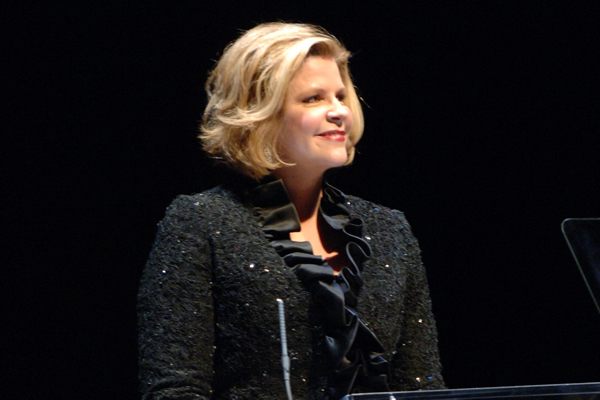
Susan Graham, 2008

Susan Graham (geboren am 23. Juli 1960 in Roswell, New Mexico) ist eine US-amerikanische Opernsängerin (Mezzosopran).

## Leben
Graham ist in Texas aufgewachsen, sie absolvierte die Texas Tech University und die Manhattan School of Music. 13 Jahre lang studierte sie Klavier. Sie gewann die National Council Auditions der Metropolitan Opera und den Schwabacher Award der San Francisco Opera.
1993 debütierte die Künstlerin in L’Orfeo und Falstaff bei den Salzburger Festspielen, wo sie bis 2001 auch Annio, Cherubino, Cecilio, Iphigénie en Tauride und den Komponisten verkörperte. 1994 übernahm sie am Royal Opera House Covent Garden die Titelpartie in Massenets Chérubin. und trat in der Folge in zahlreichen bedeutenden Opernhäusern, wie der Scala und der Met, in Paris, Seattle, Houston, Chicago, Santa Fe, aber auch in Glyndebourne auf.
Susan Graham sang bedeutende Rollen in mehreren Uraufführungen zeitgenössischer Komponisten, darunter John Harbisons The Great Gatsby (Jordan Baker), Jake Heggies Dead Man Walking (Sister Helen Prejean) und Tobias Pickers An American Tragedy (Sondra Finchley).
Die Künstlerin ist auch als Interpretin französischer Lieder anerkannt und hat sich für eine Reihe von US-amerikanischen Gegenwartskomponisten, wie Ned Rorem und Lowell Liebermann, engagiert. Im April 2003 debütierte sie mit einem Liederabend in der Carnegie Hall, ein Live-Mitschnitt dieses Konzerts wurde auch als CD veröffentlicht.
Graham sang bei der zweiten Inaugurationsfeier von George W. Bush im Januar 2005 und beim Begräbnis von Senator Edward Kennedy im August 2009 (hier Schuberts Ave Maria). Sie fungiert auch als Delegierte der Vereinigten Staaten bei der UNESCO.